# Andover, Maine
Andover är en kommun (town) i Oxford County i Maine. Vid 2010 års folkräkning hade Andover 821 invånare.